# Relé de estado sólido

## Introdução

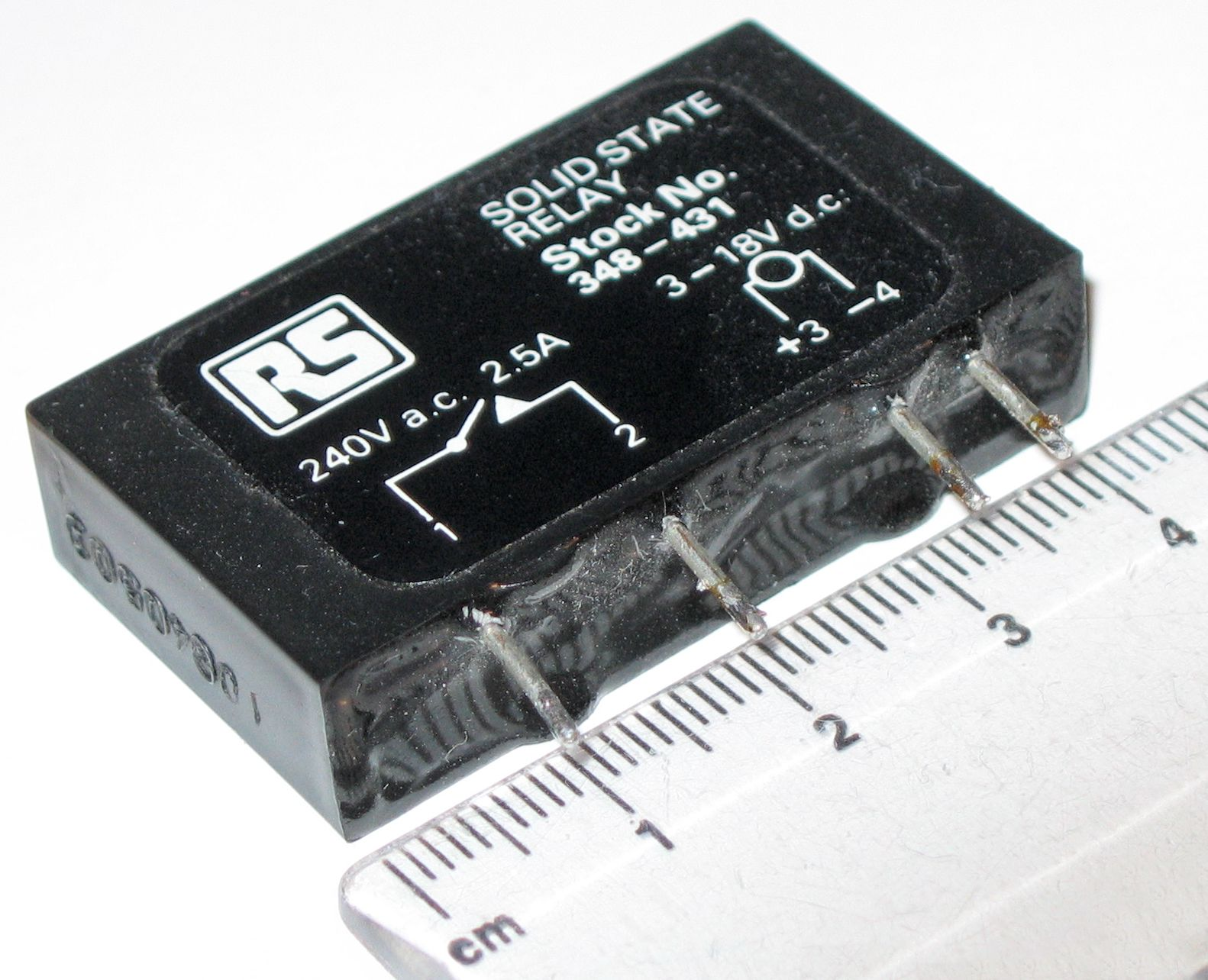
Relé de estado sólido

O termo relé de estado sólido é a tradução da expressão em inglês Solid State Relay (SSR) e refere-se a dispositivos semicondutores capazes de desempenhar as mesmas funções dos relés eletromecânicos comuns e dos contatores,que nada mais é que o acionamento de cargas de alta potência com uma baixa potência de acionamento. Mesmo tento funções iguais, o relé de estado sólido funciona de maneira diferente, a principal diferença consiste em que o SSR não possui elementos mecânicos ou peças móveis em seu interior, o funcionamento deve-se totalmente aos componentes semicondutores presentes na sua estrutura.

## Funcionamento
O relé de estado sólido não possui partes mecânicas, operando por meio de tiristores que comutam quando uma determinada corrente passa por eles, esse é um processo físico que ocorre no tiristor, transistores ou triacs isso elimina a necessidade de contatos metálicos no interior do relé o que aumenta exponencialmente a sua vida útil e a segurança da operação além de eliminar o barulho e requerer cargas menores para a alimentação.Na sua operação tem-se um circuito de acionamento formado por um acoplador ótico, que ao ser energizado faz com que um FET conduza de forma intensa uma corrente, maior que a de entrada, para alimentar/acionar uma carga específica.

## Cuidados na utilização
Quando um relé de estado sólido é sujeitado à um curto-circuito na sua saída ele sofre alguns danos, e entra em estado de curto-circuito interno. Aqui mora o maior perigo, pois a partir disso a carga fica energizada continuamente exigindo alguns cuidados para evitar danos nos processos controlados. Para evitar este problema é recomendado a utilização de fusíveis ultrarrápidos, estes garantem a proteção do relé e também Índice Funcionamento Cuidados na utilização de todo o circuito empregado. Outro problema, embora menos preocupante, é o seu alto aquecimento quando submetido à altas frequências e correntes, portanto é de suma importância a utilização de dissipadores de calor.

## Vantagens
- O relé de estado sólido não gera arco elétrico, devido a ausência de contatos físicos;
- A vida útil dos relés de estado sólido é maior, pois apresentam um menor desgaste com o uso, pelo fato do componente de chaveamento ser um semicondutor, ou seja, não possui componentes mecânicos;
- O tempo de comutação do relé de estado sólido é consideravelmente menor em comparação ao relé eletromecânico, dessa forma eles respondem à elevadas frequências de acionamento;
- Relés de estado sólido não geram ruídos, ao contrário dos relés eletromecânicos;
- Os relés de estado sólido não geram Interferência eletromagnética (EMI), quando ocorre comutação;
- A faixa de tensão e corrente de operação do relé de estado sólido é maior; Menor tamanho físico;[4]

## Desvantagens
- O circuito de saída é sensível podendo ser danificado por sobretensões;
- A saída de alguns relés de estado sólido precisa de uma corrente mínima de operação, isso por causa da corrente de manutenção dos tiristores;
- Geralmente o relé de estado sólido possui um custo maior, comparado com os relés convencionais;
- No relé de estado sólido há aquecimento quando correntes elevadas são controladas ou quando estão chaveando em altas frequências, sendo necessários dissipadores de calor.[5]

## Aplicações mais comuns
A utilização dos relés de estado sólido tem crescido nos últimos anos, sendo cada vez mais usados em controle de processos industriais, especialmente em controle de temperatura, válvulas, solenoides e diversas outras áreas da indústria como por exemplo, fabricantes de máquinas, indústrias alimentícias, iluminação industrial, sistemas de segurança, automação industrial, instrumentação eletrônica, controle de elevadores, entre outros. Pelo fato de o relé de estado sólido ser feito de semicondutores e possuir uma boa resposta de chaveamento, ele é capaz de chavear mesmo quando submetido à frequências maiores. Isso faz com que os relés de estado sólido sejam utilizados como chave em circuito de modulação por largura de pulso, ou seja, usado em circuitos PWM (Pulse Width Modulation).

### Livros
- Newton C. Braga (2012). Relés Circuitos e Aplicações. São Paulo.